# Mamadou Coulibaly (piłkarz)
Mamadou Coulibaly (ur. 26 maja 1980 w Bouaké) – iworyjski piłkarz grający na pozycji lewego obrońcy.

## Kariera klubowa
Karierę piłkarską Coulibaly rozpoczął w klubie ASC Bouaké. W 1999 roku zadebiutował w jego barwach w pierwszej lidze Wybrzeża Kości Słoniowej. W 2000 roku odszedł do Satellite FC z Abidżanu.
W 2001 roku Coulibaly został zawodnikiem belgijskiego KSC Lokeren. Grał w nim do końca 2004 roku, głównie jako podstawowy zawodnik i rozegrał w nim 96 meczów w pierwszej lidze belgijskiej. Na początku 2005 roku odszedł do duńskiego FC Nordsjælland i spędził w nim pół roku.
W 2006 roku Coulibaly został piłkarzem greckiego drugoligowca, Ethnikosu Asteras, a w 2008 roku przeszedł do belgijskiego czwartoligowca FC Bleid. W 2009 roku awansował z nim do trzeciej ligi.
| Sezon   | Klub             | Kraj                     | Rozgrywki     | Mecze | Bramki |
| ------- | ---------------- | ------------------------ | ------------- | ----- | ------ |
| 1999    | ASC Bouaké       | Wybrzeże Kości Słoniowej | Ligue 1 MTN   | ?     | ?      |
| 2000    | Satellite FC     | Wybrzeże Kości Słoniowej | Ligue 1 MTN   | ?     | ?      |
| 2000/01 | KSC Lokeren      | Belgia                   | Eerste Klasse | 17    | 0      |
| 2001/02 | KSC Lokeren      | Belgia                   | Eerste Klasse | 6     | 0      |
| 2002/03 | KSC Lokeren      | Belgia                   | Eerste Klasse | 32    | 0      |
| 2003/04 | KSC Lokeren      | Belgia                   | Eerste Klasse | 29    | 0      |
| 2004/05 | KSC Lokeren      | Belgia                   | Eerste Klasse | 12    | 0      |
| 2004/05 | FC Nordsjælland  | Dania                    | Superligaen   | 4     | 0      |
| 2006/07 | Ethnikos Asteras | Grecja                   | Beta Ethniki  | 17    | 0      |
| 2008/09 | FC Bleid         | Belgia                   | IV. liga      | 29    | 0      |
| 2009/10 | FC Bleid         | Belgia                   | III. liga     | 31    | 0      |
| 2010/11 | FC Bleid         | Belgia                   | III. liga     |       |        |

## Kariera reprezentacyjna
W reprezentacji Wybrzeża Kości Słoniowej Coulibaly zadebiutował w 2000 roku. W 2002 roku został powołany do kadry na Puchar Narodów Afryki 2002. Na nim wystąpił w 3 meczach: z Togo (0:0), z Kamerunem (0:1) i z Demokratyczną Republiką Konga (1:3). W kadrze narodowej od 2000 do 2003 roku rozegrał 19 meczów.